# Trobada de motos clàssiques de muntanya de Perafita
La Trobada de motos clàssiques de muntanya de Perafita, coneguda també com a Bultacada, fou un aplec anual d'afeccionats al motociclisme de fora d'asfalt que se celebrà anualment a Perafita, Lluçanès, entre el 1994 i el 2013. L'esdeveniment l'organitzaven a mitjan novembre els Amics de la Moto Clàssica del Lluçanès i era obert a qualsevol tipus de motocicleta, sempre que fos de fora d'asfalt i amb data de fabricació anterior a 1985. Atès que durant les primeres edicions (que no passaven de ser una trobada entre amics), tots els participants que hi prenien part ho feien amb motocicletes Bultaco, l'esdeveniment començà a ser conegut com a Bultacada i, amb els anys, el nom oficiós es mantingué tot i admetre-s'hi qualsevol marca de motocicleta.

## Història

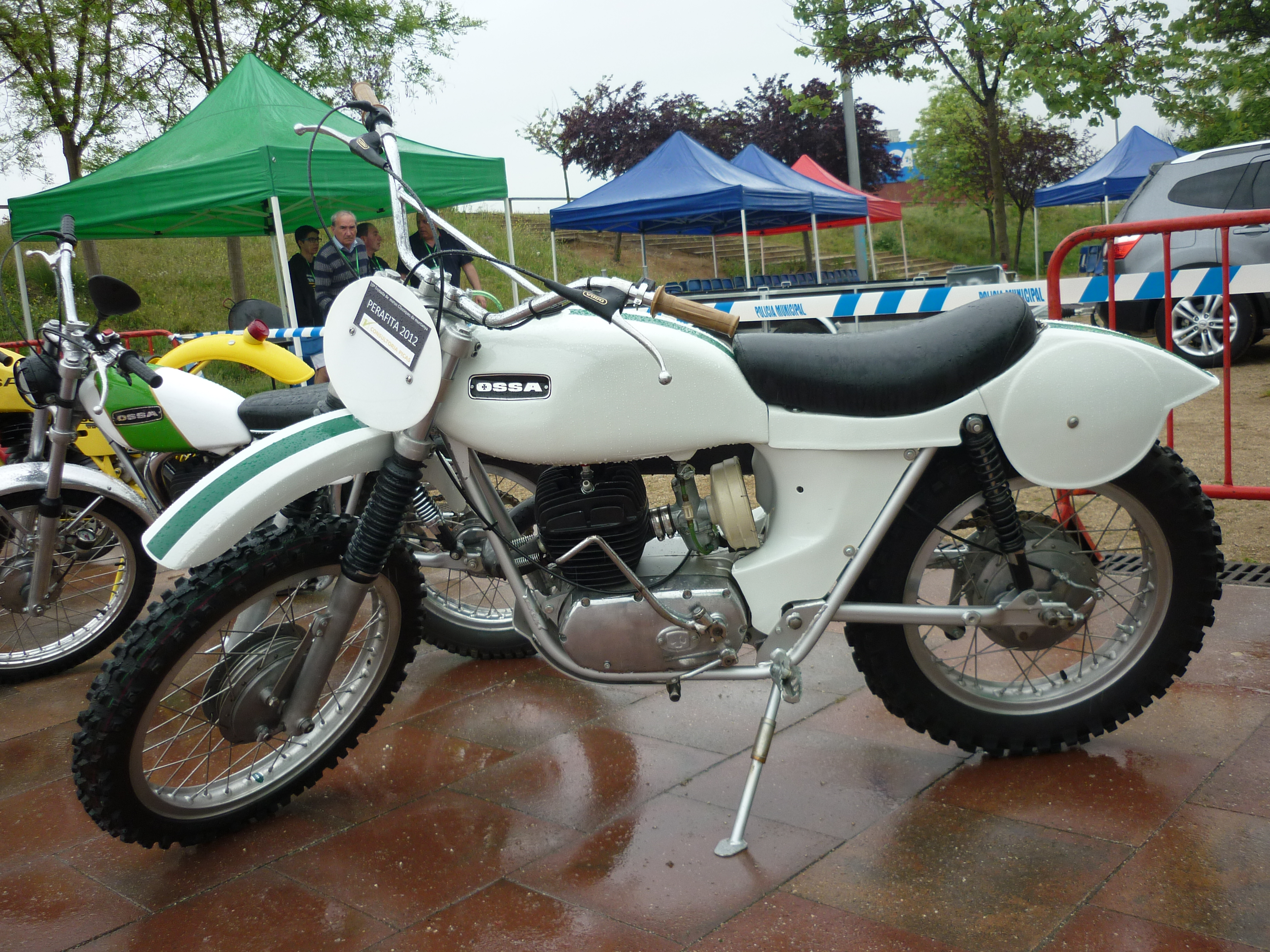
Una OSSA Enduro que participà a l'edició de 2012

La idea de convocar una trobada d'aquestes característiques se li acudí a Damià Picas, diverses vegades campió de la Copa Catalana de Trial de Clàssiques Pre'72. La Bultacada es mantingué anualment fins que al juliol de 2014, malgrat haver-ne convocat inicialment la XXIa edició, els organitzadors varen decidir anul·lar-la i cancel·lar definitivament l'esdeveniment empesos per l'evolució dels requeriments administratius i la normativa legal, cada cop més restrictiva pel que fa a la documentació i assegurances necessàries.

### Activitats
El centre neuràlgic de l'esdeveniment era el pavelló perafitenc, on a primera hora del diumenge assenyalat s'hi concentraven habitualment al voltant de 300 motos. Durant el dia hi havia diverses activitats, entre les quals un recorregut en grup per camins de muntanya dels voltants del municipi. Un cop tornats al pavelló -on s'hi oferia esmorzar comunitari amb seques i botifarra- hi havia competicions d'exhibició, tant d'enduro (prova cronometrada en circuit tancat) com de trial. També es muntava una zona comercial on els visitants podien trobar una gran gamma d'accessoris.